# Maray
Maray – miejscowość i gmina we Francji, w Regionie Centralnym, w departamencie Loir-et-Cher.
Według danych na rok 1990 gminę zamieszkiwały 294 osoby, a gęstość zaludnienia wynosiła 11 osób/km² (wśród 1842 gmin Centre, Maray plasuje się na 847. miejscu pod względem liczby ludności, natomiast pod względem powierzchni na miejscu 432.).